# Johan Spiegelberg
Johan Spiegelberg, född 1687 i Stockholm, död efter 1710, var en svensk kopparstickare, tecknare och målare.
Han var son till tobaksspinnaren Johan Spiegelberg och Elisabeth Möller. Spiegelberg studerade gravyr för Johannes van den Aveelen i början av 1700-talet och blev senare elev till David von Krafft. Han var verksam i Stockholm fram till 1710 då han begärde ett intyg för att kunna resa utomlands. Enligt underlaget till intyget var han boende hos Krafft och av denne fått undervisning som hörde till professionen men att han nu önskade förkovra sig i främmande länder. Huruvida Spiegelberg lämnade landet råder oklarhet man bet att han 1713 utförde koppartryck till Sophia Elisabeth Brenners Politiska dikter men därefter finns inga spår av honom i Sverige. Som kopparstickare utförde han ett stick av Kraffts helfigursporträtt av Karl XII samt porträtten av Carl Fredrik av Holstein-Gottorp som barn och Magnus Gabriel De la Gardie. Hans övriga produktion består huvudsakligen av titelblad och planscher till olika lärda verk. Han graverade 1708 Augustus obelisk i Rom och 1709 en förklaring över hägringarnas uppkomst vid Vättern samt några gravmonument. Han utförde en serie landskapsbilder som illustrerade de tolv månaderna i almanackan 1710 och för bibelutgåvan 1711 utförde han tre försättsblad med allegorier. Spiegelberg är representerad vid Kungliga biblioteket i Stockholm.